# یلدا عباسی
یلدا عبّاسی (زادهٔ ۱۱ آذر ۱۳۶۶) خواننده و نوازنده کرمانج اهل ایران است که در زمینۀ موسیقی خراسانی کُردهای شمال خراسان فعالیت می‌کند.

## زندگی
یلدا عبّاسی ۱۱ آذر ۱۳۶۶ در شهرستان شیروان ، استان خراسان شمالی، در خانواده‌ای اهل موسیقی متولد و در قوچان بزرگ شد. مادرش «فاطمه اسماعیلیان» با نام هنری گلچهره از هنرمندان رادیو و تلویزیون پیش از انقلاب ۱۳۵۷ ایران است و عمه پدری‌اش با نام «ماه‌بانو عباسی» ملقب به «بانو شیروانی» از شناخته شده‌ترین خوانندگان موسیقی محلی خراسان بود. یلدا عباسی از سن ۱۱ سالگی نواختن ساز دوتار را نزد هنرمندانی نظیر: مجید احمدی، رمضان سلمانی بردری، محمد یگانه و اباصلت راستگو آموخت و پس از آن، مراحل تکمیلی و پژوهشی مقام‌های دوتار را نزد مجتبی خان قیطاقی سپری کرد. او در حیطهٔ موسیقی آوازی کُردی کرمانجی، از کودکی آواز را نزد مادرش و عمهٔ پدری‌اش آموخت. وی همچنین ردیف موسیقی ایرانی را نزد «رضا شاکری» فرا گرفت. از دیگر معلم‌های آواز او می‌توان به حمیدرضا نوربخش و پرواز همای اشاره کرد.
یلدا عباسی در نوجوانی با گروه‌های دانش‌آموزی و آزاد در قوچان، به عنوان نوازنده همکاری داشت. وی در سال ۱۳۸۵ در بیست و چهارمین جشنواره هنرهای آوایی موفق به کسب مقام برگزیده در رشتهٔ تکنوازی شد. او همچنین از «اولین جشنواره ستارگان استان خراسان» تقدیرنامه و لوح افتخارآفرینی دریافت نمود و رتبهٔ اول تکنوازی در جشنوارهٔ دانش آموزی را به‌دست‌آورد.
او در سال ۱۳۸۷ در فیلم مستند داستانی طرقه به کارگردانی محمدحسن دامن‌زن بازی کرد. این فیلم که برندهٔ جوایز متعددی شد، به زندگی زنان آوازه‌خوان و نوازنده‌ای پرداخته‌است که در زمانهٔ غیرمجاز بودنِ این هنر برای زنان، همچنان به فعالیت موسیقی خود ادامه داده‌اند.یلدا عباسی در سال ۱۳۹۴ یک گروه موسیقی متشکل از زنان نوازنده را با نام «نازار» تأسیس کرد و با این گروه، در برخی از کشورها به اجرای برنامه پرداخت. وی تحصیلات دانشگاهی خود را در رشتهٔ فناوری اطلاعات و ارتباطات در ایران سپری نمود و در کنسرواتوار جوزپه وردی میلان ایتالیا، در رشتهٔ آواز کلاسیک باروک به تحصیل پرداخت.

## فعالیت‌های هنری
از جمله فعالیت‌های هنری یلدا عباسی، به موارد زیر می‌توان اشاره نمود:
تشکیل گروه موسیقی «نازار»، اجرا در تور کنسرت گروه موسیقی شیلر با عنوان «آرنا تور» به سرپرستی کریستوفر فون دیلن در ایران و آلمان، ۱۳۹۸، سفیر فرهنگی «سازمان ما»، عضو هیئت مدیره مؤسسهٔ انجمن دوستی ایران و ایتالیا، انتشار نماهنگ‌های «لۆ» و «لێ یارێ» در رابطه با حوادث و جنگ‌های کوبانی، سنجار (شنگال) و …

## آثار هنری
از جمله آثار هنری یلدا عباسی، به موارد زیر می‌توان اشاره نمود:
- آلبوم موسیقی «کووات» (با همخوانی فاطمه اسماعیلیان و محسن میرزازاده) (۱۳۸۹)[۱۶][۶]
- آلبوم موسیقی «کووات ۲» (۱۳۹۱)[۱۶]
- آلبوم موسیقی «در حسرت دیدار» به همراه پرواز همای[۶]
- همکاری با گروه موسیقی شیلر در آلبوم موسیقی «صبح دم» (۱۳۹۷)[۱۷]